# Grey Hairs
Albums de Reks
Happy Holidays
(2005) More Grey Hairs
(2009)
Grey Hairs est le quatrième album studio de Reks, sorti le 22 juillet 2008.

## Liste des titres
| No  | Titre                                                                                               | Contient un (des) sample(s) de | Durée |
| --- | --------------------------------------------------------------------------------------------------- | --- | ----- |
| 1.  | Grey Hairs (Produit par Blaze P)                                                                    | Stormy Weather de Willie Hutch | 4:25  |
| 2.  | The One (Produit par Statik Selektah)                                                               | | 2:54  |
| 3.  | Say Goodnight (Produit par DJ Premier)                                                              | Scène d'Amour de Francis Lai Ski Mask Way de 50 Cent The Dream Shatterer de Big Pun I Know You Got Soul de Eric B. & Rakim                | 3:35  |
| 4.  | How Can It Be (Produit par Statik Selektah)                                                         | See Me (One Last Time) de Freda Payne Hip Hop (Remix) de Joell Ortiz featuring Jadakiss et Saigon Theme From the Planets de Dexter Wansel | 4:00  |
| 5.  | Stages (Produit par Large Professor)                                                                | One Plus One de Large Professor featuring Nas Nas Is Like de Nas                                                                          | 3:58  |
| 6.  | All In One (5 Mics) (featuring Lil' Fame – Produit par Blaze P)                                     | Hail Mary de 2Pac featuring Kastro, Prince Ital Joe et Young Noble                                                                        | 3:42  |
| 7.  | Next 2 Me (Produit par DC the Midi Alien)                                                           | | 3:54  |
| 8.  | Money on the Ave (featuring Skyzoo – Produit par Soul Theory)                                       | All About the Paper des The Dells | 4:16  |
| 9.  | Black Cream (The Negro Epidemic) (featuring Big Shug – Produit par Statik Selektah)                 | Black Cream du Harold Wheeler Consort Upon This Rock de Joe Farrell                                                                       | 4:16  |
| 10. | Love Sweet Misery (Produit par Statik Selektah)                                                     | Love Is Sweet Misery de Johnny « Guitar » Watson                                                                                          | 4:01  |
| 11. | Rise (Produit par Statik Selektah)                                                                  | Stop Running Away From Love de Bobby Lyle Kissing My Love de Bill Withers                                                                 | 3:36  |
| 12. | Telescope (featuring John Hope & Lucky Dice – Produit par Statik Selektah)                          | The World Is Yours de Nas Don't Even Try It de Perfect Touch                                                                              | 3:34  |
| 13. | Day 2 (Produit par Statik Selektah)                                                                 | You're the One for Me de The Edwards Generation                                                                                           | 3:54  |
| 14. | Premonition (featuring Termanology et Consequence – Produit par Statik Selektah)                    | (Call Me) the Traveling Man des Masqueraders Let the Drums Speak du Fatback Band                                                          | 3:38  |
| 15. | My Life (featuring Paula Campbell – Produit par Blaze P)                                            | | 3:07  |
| 16. | Cry Baby (Produit par Statik Selektah)                                                              | She's Just Doing Her Thing de Willie Hutch                                                                                                | 3:56  |
| 17. | Long While (Produit par 1914)                                                                       | I Go Crazy de Paul Davis | 4:06  |
| 18. | Big Dreamers (Lawtown Remix) (featuring Krumb Snatcha et Termanology – Produit par Statik Selektah) | You Can't Blame Me de Johnson, Hawkins, Tatum & Durr Change the Beat (Female Version) de Beside                                           | 3:35  |
| 19. | Isiah (Produit par Demobeatz)                                                                       | | 4:00  |
| 20. | Pray For Me (Produit par Statik Selektah)                                                           | Dead Presidents II de Jay-Z | 2:14  |